# Șapiivka, Skvîra
Șapiivka (în ucraineană Шапіївка) este localitatea de reședință a comunei Șapiivka din raionul Skvîra, regiunea Kiev, Ucraina.

## Demografie
Componența lingvistică a localității Șapiivka
     Ucraineană (99,34%)
     Alte limbi (0,66%)
Conform recensământului din 2001, majoritatea populației localității Șapiivka era vorbitoare de ucraineană (99,34%), existând în minoritate și vorbitori de alte limbi.